# Дугина породица (покрет)
Дугина породица живе светлости (енгл. The Rainbow Family of Living Light), позната и као Дугино племе је заједница људи широм света, који се окупљају на принципима духовности, мира и ненасиља. Дугина окупљања су започела као окупљања хипика 1972. у САД, да би се убрзо проширила по Америци, Европи и свету. Они се окупљају да би се молили за мир у свету и стварали утопијске заједнице које живе у хармонији са природом. На Дугиним окупљањима се ништа не продаје нити купује, већ се све дели. Пре ручка се, по правилу, формира круг, приликом чега се сви држе за руке и изговарају ом. Једни друге ословљавају са браћа и сестре, а један од поздрава им је „добродошао кући“. Покрет дуге је углавном инспирисан филозофијом новог доба.